# Myrmeleon acer
Myrmeleon acer är en insektsart som beskrevs av Walker 1853. Myrmeleon acer ingår i släktet Myrmeleon och familjen myrlejonsländor. Inga underarter finns listade i Catalogue of Life.